# Seznam ganskih politikov
Seznam ganskih politikov.

## A
- Ignatius Kutu Acheampong
- Akwasi Afrifa
- Fred Akuffo
- Nana Akufo-Addo
- Rebecca Akufo-Addo
- Joseph Arthur Ankrah
- Joyce Aryee

## B
- Mahamudu Bawumia

## K
- Emmanuel Kwasi Kotoka
- John Kufuor

## M
- John Mahama
- John Atta Mills

## N
- Kwame Nkrumah

## Q
- Alex Quaison-Sackey

## R
- Jerry Rawlings